# Кріогенна текстура
Кріоге́нна тексту́ра (рос. криогенная текстура, англ. cryogenic structure; нім. kryogene Struktur f — текстура тонкодисперсних і органогенних багаторічномерзлих порід, утворених сегрегаційною кригою.
Залежно від величини та форми льодових включень та їх розташування, розрізняють такі кріогенні текстури:
- масивну,
- пошарову,
- сітчасту,
- лінзоподібну та інші.